# 아프리카계 미국인 이름
신대륙에 노예로 끌려왔던 아프리카인들은 역사적 과정을 거치면서 독특한 이름 문화를 발전시켜왔다. 다양한 지역에서 끌려온 노예들은 노예선 안에서 반란을 억제하기 위한 노예상인들의 술책으로 서로 다른 부족들이 뒤섞여 있었기 때문에 언어소통이 불가능했고, 서로 이름을 부를 수 없는 익명상태가 되었다. 이들은 백인노예주에게 팔리면서 임의로 낯선 이름을 부여받았는데, 노예는 법적으로 자신의 가계를 꾸릴 수 있는 권리가 없었으므로, 성은 쓸 수 없었다.
노예는 주인이 붙인 이름 이외에 2세가 태어나면 주로 어머니가 자식의 이름을 짓게 되었는데, 이것은 노예 매매때문에 남자는 언제라도 팔려나가 헤어질 수 있었기 때문에 보통 부자관계보다 모자관계의 지속성이 오래갔기 때문이다. 신대륙 생활에 적응해가던 노예들은 노예주가 임의로 붙인 이름외에 다양한 문화적 배경(아프리카, 앵글로 아메리카, 성경 등)을 통하여 작명문화를 갖게 되었다.

## 아프리카 기원
노예들 가운데 소수는 자신의 아프리카계 본명을 노예주가 붙여준 이름 대신 고수하였다. 이러한 이름을 유지하려는 노예는 다른 노예들의 존경을 받았으며, 2세에게 물려주기도 하였다. 이러한 이름에 밍고(Mingo), 커프(Cuffe), 쥬바(Juba)등이 있다. 노예주들도 부르기 쉬운 이름의 경우 이를 묵인한 것으로 보인다. 또한 아프리카 이름과 비슷한 영어 이름을 따오기도 하였는데, 미국 흑인에게 흔한 성인 Jackson은 지시오(Jeaceo)와 비슷하여 이를 따오기도 하였다. 서아프리카 부족 사이에는 요일 이름을 이름으로 쓰는 관습이 있었는데, 이를 따기도 하였다. 태어난 순서(서열)을 반영하는 이름도 흔했는데, 이남이에 해당하는 둘째 아들 삼보(Sambo)는 노예이름 가운데 가장 많은 수를 차지하여 노예의 대명사처럼 되기도 하였다.

## 참고 문헌
- 박은진(2006), 아프리카계 미국노예들의 이름짓기 문화